# Botoșani (županija)
Botoșani (IPA: [bo.to.'ʃanʲ]) županija nalazi se u sjevernoj Rumunjskoj, u povijesnoj pokrajini Moldaviji. Županijsko središte je grad Botoșani.

## Demografija
Po popisu stanovništva iz 2002. godine na prostoru županije živi 452.834 stanovnika, dok je prosječna gustoća naseljenosti 91 stan./km².
- Rumunji - (98%)[1]
- Rusini, Ukrajinci i Romi.

| Godina | Ukupno stanovnika |
| ------ | ----------------- |
| 1948.  | 385.236           |
| 1956.  | 428.050           |
| 1966.  | 452.406           |
| 1977.  | 451.217           |
| 1992.  | 461.305           |
| 2002.  | 452.834           |

## Zemljopis
Ukupna površina županije Botoșani je 4.986 km², što čini 2,1% od ukupnog rumunjskog teritorija.
U reljefu prevladavaju visoke ravnice, između rijeka Siret i Prut, te njihovih pritoka.
Klima je kontinentalna, s jakim zimama s istočnim vjetrom.

#### Susjedne županije
- Edineț (županija) u Moldovi na istoku,
- Suceava (županija) na zapadu,
- Chernivtsi Oblast u Ukrajini na sjeveru,
- Iași (županija) na jugu.

## Gospodarstvo
Županija Botoșani je pretežno poljoprivredna.
Glavne industrijske grane u županiji su:
- tekstilna industrija
- prehrambena industrija
- elektronička industrija
- proizvodnja stakla i porculana

U Stanca-Costești se nalazi jedna od najvećih hidroelektrana u Rumunjskoj.

## Administrativna podjela
Županija je podijeljena na dvije municipije, 5 gradova i 67 općina.

### Municipiji
- Botoșani 115.344 stanovnika
- Dorohoi 31.073 stanovnika

### Gradovi
- Darabani
- Săveni
- Flămânzi
- Bucecea
- Ștefănești

### Općine
| - Adășeni - Albești - Avrămeni - Bălușeni - Blândești - Brăești - Broscăuți - Călărași - Cândești - Concești - Copălău - Cordăreni - Corlăteni - Corni | - Coșula - Coțușca - Cristești - Cristinești - Curtești - Dersca - Dângeni - Dimăcheni - Dobârceni - Drăgușeni - Durnești - Frumușica - George Enescu - Gorbănești | - Havârna - Hănești - Hilișeu-Horia - Hlipiceni - Hudești - Ibănești - Leorda - Lozna - Lunca - Manoleasa - Mihai Eminescu - Mihăileni - Mihălășeni - Mileanca | - Mitoc - Nicșeni - Păltiniș - Pomârla - Prăjeni - Rădăuți-Prut - Răchiți - Răuseni - Ripiceni - Roma - Românești - Santa Mare - Stăuceni - Suharău | - Sulița - Șendriceni - Știubieni - Todireni - Trușești - Tudora - Ungureni - Unțeni - Văculești - Viișoara - Vârfu Câmpului - Vlădeni - Vlăsinești - Vorniceni - Vorona |

## Vanjske poveznice
- Službena stranica županije